# ستيفن كريستي
ستيفن كريستي (بالإنجليزية: Stephen Christy)‏ هو منتج أفلام ورئيس تحرير أمريكي، ولد في 1985 في شيكاغو في الولايات المتحدة.

## روابط خارجية
- ستيفن كريستي على موقع IMDb (الإنجليزية)